# École supérieure de commerce et de management

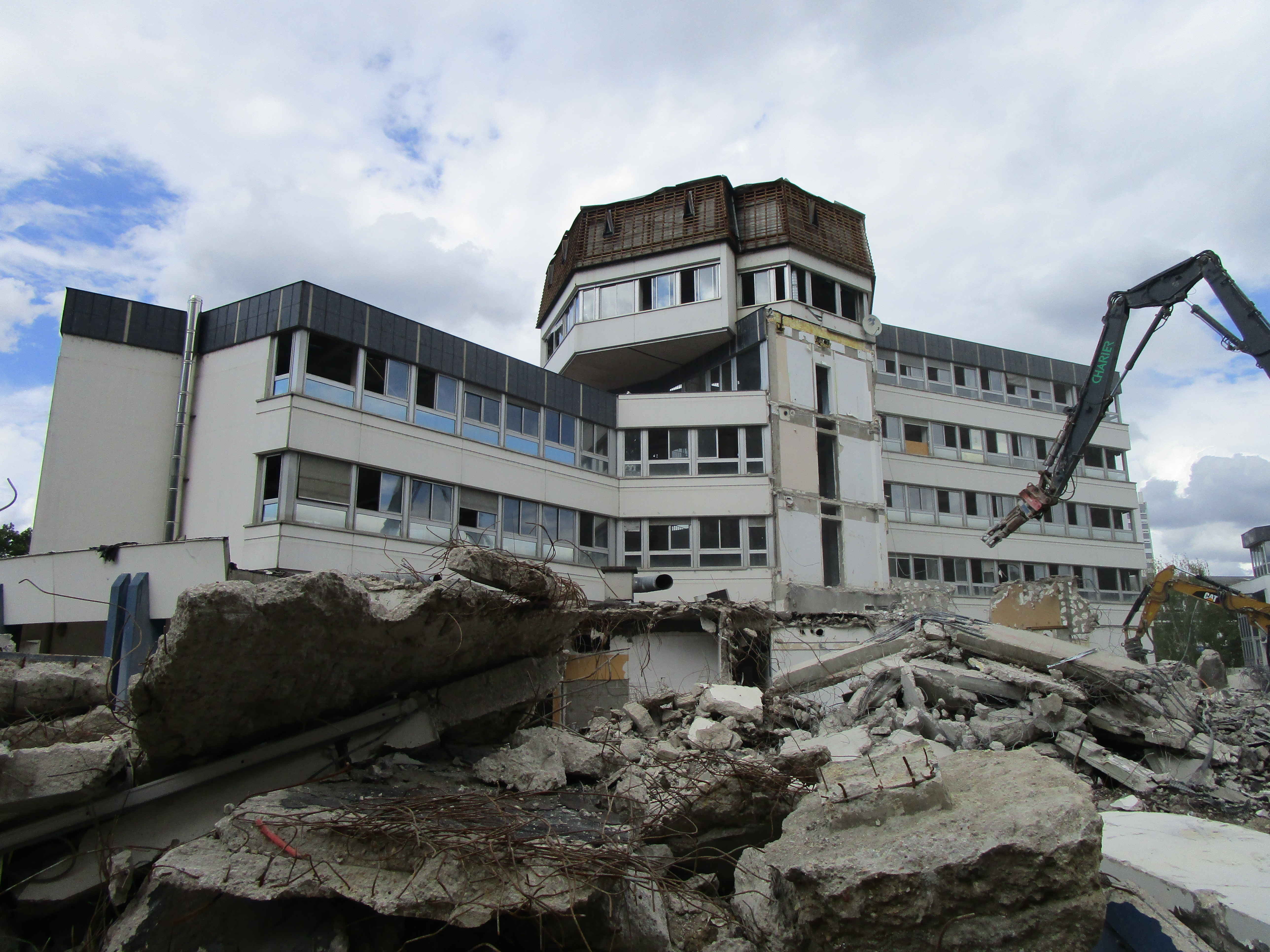
Destruction de l'école en 2022.

L'École supérieure de commerce et de management (ou Escem) est une ancienne école de commerce née d'une fusion entre les écoles supérieures de commerce de Tours et Poitiers en 1998, puis de celle d'Orléans en 2012. 
En 2020, l'ESCEM a été reprise par le groupe Excelia[réf. souhaitée]. 

## Historique

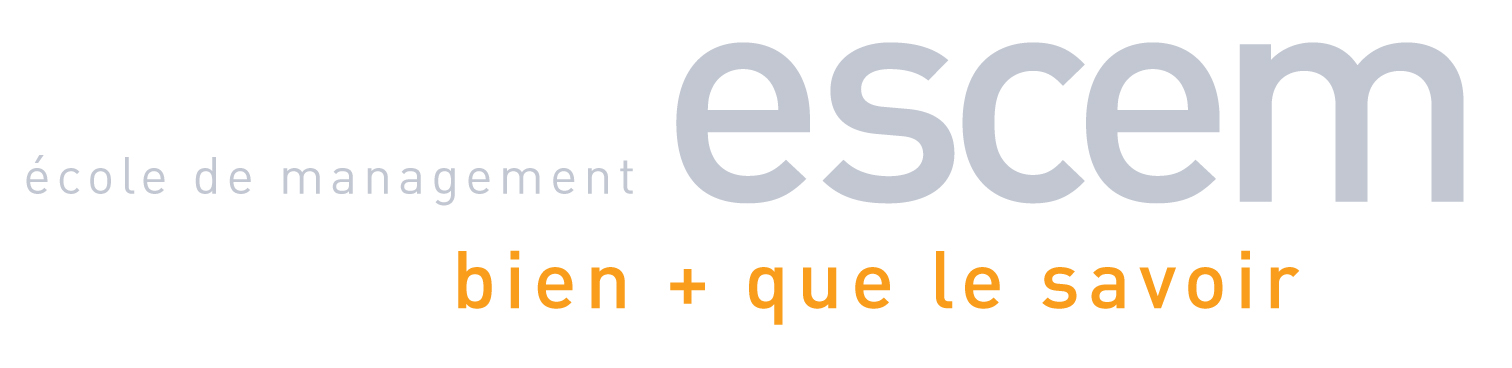
Ancien logo de l'Escem jusqu'en 2012.

L'école supérieure de commerce ESC Poitiers est créée en 1961. L'école supérieure de commerce ESC Tours est créée en 1982 dans le quartier des Fontaines. Elles fusionnent en 1998 pour créer l'ESCEM. La nouvelle école obtient en 2003 le visa de l'État et l’autorisation de délivrer le grade de master pour le programme grande école[réf. souhaitée]. En avril 2006, l'établissement obtient l'accréditation AACSB International et EQUIS.
En juillet 2010, l'ESCEM obtient le visa de l’État pour le programme bachelor en management. Deux ans après, L'ESCEM fusionne avec l'École de commerce et de gestion d'Orléans, puis avec les ESC d'Amiens, de Brest et de Clermont-Ferrand pour former la France Business School (FBS). En 1er septembre 2015, la FBS est dissoute, les écoles de commerce constituantes reprennent leur autonomie.
En 2016, l'ESCEM perd le grade master puis l'accréditation AACSB. Son programme grande école prend fin cette même année,.
Le syndicat mixte transmet le reliquat d'activité de l'ESCEM à l'association loi de 1901 TOP EDUCATION (composée de Sup de Co La Rochelle et du réseau GES). 
En septembre 2018, le campus historique de Poitiers est fermé définitivement dans le cadre de la réorganisation des formations de l'ESCEM.
En 2019, Sup de La Rochelle propose son programme Master Grande École à l'ESCEM.
En 2020, l'ESCEM qui était en liquidation amiable depuis 2020 intègre le groupe Excelia avec 3 campus principaux à La Rochelle, Tours et Orléans. 
En 2022, les locaux de l'école du quartier des Fontaines sont détruits, en vue de l'ouverture de nouveaux locaux pour l'école d'Excelia aux Deux-Lions d'ici 2024.

## Formations

### Formation initiale
L'ESCEM propose des bachelors (Bac+3) et des mastères (Bac+5) dans les domaines suivants :
- bachelor en management international visé par l'État ;
- bachelor en développement commercial visé par l'État ;
- mastère en marketing et communication reconnu RNCP I ;
- mastère en management commercial reconnu RNCP I ;
- mastère en digital marketing reconnu RNCP I ;
- mastère en ressources humaines reconnu RNCP I ;
- mastère en audit, conseil et contrôle de gestion reconnu RNCP I ;
- mastère en gestion de patrimoine reconnu RNCP I ;
- mastère en achats et supply chain reconnu RNCP I ;
- Msc International Marketing and Communication (double degree) reconnu RNCP I.

### Formation continue
Il est possible d'effectuer une VAE (validation des acquis de l’expérience).

## Classements
De 2007 à 2012, L'ESCEM a intégré les classements du Financial Times dans les catégories European Business Schools et Master en Management ,.
En 2016, l'ESCEM a intégré le classement Ed Universal.
|                                             | 2007 | 2008 | 2009 | 2010 | 2011 | 2012 |
| ------------------------------------------- | ---- | ---- | ---- | ---- | ---- | ---- |
| Financial Times - Master in Management      | 39   | 39   | 42   | 52   | 53   | 52   |
| Financial Times - European Business Schools | 60   | 62   | 61   | 70   | 70   | 70   |